# Borboropactus
Genre
Synonymes
- Regillus O. Pickard-Cambridge, 1884 nec MacGillivray, 1839
- Regillulus Strand, 1942

Borboropactus est un genre d'araignées aranéomorphes de la famille des Thomisidae.

## Distribution
Les espèces de ce genre se rencontrent en Afrique subsaharienne, en Asie et en Nouvelle-Guinée.

## Liste des espèces
Selon World Spider Catalog (version 25.5, 04/01/2025) :
- Borboropactus asper (O. Pickard-Cambridge, 1884)
- Borboropactus australis (Lawrence, 1937)
- Borboropactus bangkongeus Barrion & Litsinger, 1995
- Borboropactus biprocessus Tang, Yin & Peng, 2012
- Borboropactus brevidens Tang & Li, 2010
- Borboropactus cinerascens (Doleschall, 1859)
- Borboropactus edentatus Tang & Li, 2010
- Borboropactus elephantus (Tikader, 1966)
- Borboropactus gialong Benjamin, 2024
- Borboropactus javanicola (Strand, 1913)
- Borboropactus jiangyong Yin, Peng, Yan & Kim, 2004
- Borboropactus longidens Tang & Li, 2010
- Borboropactus nanda Lin & Li, 2023
- Borboropactus noditarsis (Simon, 1903)
- Borboropactus nyerere Benjamin, 2011
- Borboropactus palaniensis Benjamin, 2024
- Borboropactus silvicola (Lawrence, 1938)
- Borboropactus squalidus Simon, 1884
- Borboropactus vulcanicus (Doleschall, 1859)

## Systématique et taxinomie
Ce genre a été décrit par Simon en 1884 dans les Bradystichidae.
Regillus O. Pickard-Cambridge, 1884, préoccupé par Regillus MacGillivray, 1839, remplacé par Regillulus par Strand en 1942 a été placé en synonymie par Roewer en 1955.

## Publication originale
- Simon, 1884 : « Description d'une nouvelle famille de l'ordre des Araneae (Bradystichidae). » Annales de la Société entomologique de Belgique, vol. 28, p. 297-301 (texte intégral).